# واکا-سوئمی
واکا-سوئمی یک ناحیه در فنلاند در منطقه جنوب غرب این کشور است. این شهر از شهر اوسی‌کاوپونکی و شهرداری‌های اطراف آن کوستاوی ،لایتیلا، میتوینن، مینه‌مکی،پوهه‌رانتا، تایواسالو و وهما تشکیل شده‌است. ترکیب این منطقه مورد بحث است، زیرا جوامع درون آن با یکدیگر ادغام شده‌اند به عنوان مثال، کالانتی و لوکالاهتی دیگر شهرداری‌های خودشان نیستند، بلکه بخشی ازاوسی‌کاوپونکی هستند.

## شهرداری‌ها
| نشان ملی               | شهرداری             |
| ---------------------- | ------------------- |
| Kustavin vaakuna       | کوستاوی (شهرداری)   |
| Laitilan vaakuna       | لیتیلا (شهر)        |
| Pyhärannan vaakuna     | پوهه‌رانتا (شهرداری) |
| Taivassalon vaakuna    | تایواسالو (شهرداری) |
| Uudenkaupungin vaakuna | اوسی‌کاوپونکی (شهر)  |
| Vehmaan vaakuna        | وهما (شهرداری)      |